# Limay
Limay és un municipi francès, situat al departament d'Yvelines i a la regió de Illa de França. L'any 2007 tenia 15.873 habitants.
Forma part del cantó de Limay, del districte de Rambouillet i de la Comunitat urbana Grand Paris Seine et Oise.

## Demografia

### Població
El 2007 la població de fet de Limay era de 15.873 persones. Hi havia 5.496 famílies, de les quals 1.402 eren unipersonals (630 homes vivint sols i 772 dones vivint soles), 1.221 parelles sense fills, 2.265 parelles amb fills i 608 famílies monoparentals amb fills.
La població ha evolucionat segons el següent gràfic:
Habitants censats

### Habitatges
El 2007 hi havia 5.970 habitatges, 5.606 eren l'habitatge principal de la família, 29 eren segones residències i 335 estaven desocupats. 3.218 eren cases i 2.713 eren apartaments. Dels 5.606 habitatges principals, 3.122 estaven ocupats pels seus propietaris, 2.412 estaven llogats i ocupats pels llogaters i 72 estaven cedits a títol gratuït; 200 tenien una cambra, 644 en tenien dues, 1.343 en tenien tres, 1.577 en tenien quatre i 1.842 en tenien cinc o més. 3.876 habitatges disposaven pel capbaix d'una plaça de pàrquing. A 2.954 habitatges hi havia un automòbil i a 1.974 n'hi havia dos o més.

### Piràmide de població
La piràmide de població per edats i sexe el 2009 era:
| Homes | Edats   | Dones |
| ----- | ------- | ----- |
| 4     | 95 o +  | 4     |
| 12    | 90 a 94 | 28    |
| 36    | 85 a 89 | 48    |
| 40    | 80 a 84 | 80    |
| 112   | 75 a 79 | 136   |
| 212   | 70 a 74 | 232   |
| 236   | 65 a 69 | 268   |
| 244   | 60 a 64 | 276   |
| 336   | 55 a 59 | 260   |
| 489   | 50 a 54 | 377   |
| 512   | 45 a 49 | 552   |
| 540   | 40 a 44 | 604   |
| 560   | 35 a 39 | 616   |
| 652   | 30 a 34 | 632   |
| 577   | 25 a 29 | 684   |
| 521   | 20 a 24 | 572   |
| 712   | 15 a 19 | 628   |
| 764   | 10 a 14 | 724   |
| 744   | 5 a 9   | 624   |
| 580   | 0 a 4   | 460   |

## Economia
El 2007 la població en edat de treballar era de 10.757 persones, 7.804 eren actives i 2.953 eren inactives. De les 7.804 persones actives 6.926 estaven ocupades (3.669 homes i 3.257 dones) i 879 estaven aturades (445 homes i 434 dones). De les 2.953 persones inactives 599 estaven jubilades, 1.382 estaven estudiant i 972 estaven classificades com a «altres inactius».

### Ingressos
El 2009 a Limay hi havia 5.842 unitats fiscals que integraven 16.813,5 persones, la mediana anual d'ingressos fiscals per persona era de 17.042 €.

### Activitats econòmiques
Dels 515 establiments que hi havia el 2007, 20 eren d'empreses extractives, 7 d'empreses alimentàries, 1 d'una empresa de fabricació de material elèctric, 23 d'empreses de fabricació d'altres productes industrials, 89 d'empreses de construcció, 113 d'empreses de comerç i reparació d'automòbils, 35 d'empreses de transport, 36 d'empreses d'hostatgeria i restauració, 11 d'empreses d'informació i comunicació, 18 d'empreses financeres, 22 d'empreses immobiliàries, 61 d'empreses de serveis, 54 d'entitats de l'administració pública i 25 d'empreses classificades com a «altres activitats de serveis».
Dels 155 establiments de servei als particulars que hi havia el 2009, 1 era una oficina d'administració d'Hisenda pública, 1 gendarmeria, 1 oficina de correu, 6 oficines bancàries, 1 funerària, 15 tallers de reparació d'automòbils i de material agrícola, 3 tallers d'inspecció tècnica de vehicles, 3 autoescoles, 16 paletes, 13 guixaires pintors, 8 fusteries, 16 lampisteries, 17 electricistes, 7 empreses de construcció, 10 perruqueries, 1 veterinari, 24 restaurants, 9 agències immobiliàries i 3 tintoreries.
Dels 32 establiments comercials que hi havia el 2009, 1 era un hipermercat, 2 grans superfícies de material de bricolatge, 2 botigues de més de 120 m², 5 botiges de menys de 120 m², 6 fleques, 4 carnisseries, 2 llibreries, 4 botigues de roba, 1 una botiga de mobles, 2 drogueries, 1 un drogueria i 2 floristeries.
L'any 2000 a Limay hi havia 6 explotacions agrícoles.

## Equipaments sanitaris i escolars
El 2009 hi havia 5 farmàcies i 1 ambulància.
El 2009 hi havia 7 escoles maternals i 7 escoles elementals. A Limay hi havia 2 col·legis d'educació secundària i 1 liceu d'ensenyament general. Als col·legis d'educació secundària hi havia 1.061 alumnes i als liceus d'ensenyament general 1.020.

## Poblacions més properes
El següent diagrama mostra les poblacions més properes.